# Kentucky Colonels (groupe)
Les Kentucky Colonels est un groupe américain de bluegrass. D'abord formé en 1954 autour de trois frères, Clarence, Roland (en) et Eric White Jr., sous le nom de Country Boys, le groupe prend le nom de Kentucky Colonels en 1961 quand Roger Bush (en) remplace Eric White à la basse. 

## Membres
- Roland White (en) - mandoline, chant (1954–67, 1973)
- Clarence White - guitare, chant (1954–67, 1973)
- Eric White Jr. - banjo, contrebasse, chant (1954–61, 1966–67, 1973)
- Billy Ray Latham (en) - banjo, chant (1957–65)
- LeRoy Mack - Dobro (1957–65)
- Roger Bush (en) - contrebasse, chant (1961–65)
- Bobby Slone - fiddle (1964–65)
- Scotty Stoneman (en) - banjo, fiddle (1965)
- Dennis Morris - guitare (1966–67)
- Bob Warford - banjo (1966–67)
- Bobby Crane - fiddle (1966–67)
- Herb Pedersen (en) - banjo (1973)
- Alan Munde (en) - banjo (1973)

## Discographie

### Albums
- The New Sound of Bluegrass America (1963, Briar International 109)
- Appalachian Swing! (en) (1964, World Pacific 1821)
- Kentucky Colonels (1974, United Artists UAS 29514 ) — réédition au Royaume-Uni de Appalachian Swing! avec deux pistes supplémentaires
- Livin' in the Past (1975, Briar BT-7202) — divers enregistrements live de 1961–1965
- The Kentucky Colonels 1965–1966 (1976, Rounder 0070) — enregistrements live
- The White Brothers: The New Kentucky Colonels Live in Sweden 1973 (1976, Rounder 0073) — enregistrement live d'un concert en Suède en 1973
- Scotty Stoneman, Live in LA with the Kentucky Colonels (1978, Sierra Briar SBR 4206) — enregistrement live de 1965
- Kentucky Colonels 1966 (1979, Shiloh SLP-4084) — demo studio d'un album inédit
- Clarence White and the Kentucky Colonels (1980, Rounder 0098) — enregistrements live
- On Stage (1984, Rounder 0199) — live recordings.
- Long Journey Home (1991, Vanguard VCD 77004) — enregistrement live de 1964 au Newport Folk Festival.
- Live in Stereo (1999, Double Barrel DBL/BRL 1001 ) — enregistrement live d'un concert à Vancouver en 1965
- Bush, Latham & White (2011, Sierra 6033) — enregistrement live de 1964
- Live in Holland 1973 (2013, Roland White Music RW0001) — enregistrement live d'un concert à Breda en 1973

### Singles
- Head Over Heels in Love with You/Kentucky Hills (1959, Sundown 131) [sorti sous le nom de Country Boys]
- The Valley Below/High On a Mountain (1960, Republic 2013) [sorti sous le nom de Country Boys]
- To Prove My Love For You/Just Joshing (1962, Briar International 45-150) [sorti sous le nom de Country Boys]
- Ballad of Farmer Brown/For Lovin' Me (1965, World Pacific 427)